# Frank Evans (lekkoatleta)
Frank Evans (ur. 7 kwietnia 1925 w Manchesterze, zm. 24 lipca 1996 w Carrara, w stanie Queensland) – brytyjski lekkoatleta, średniodystansowiec.
Podczas igrzysk olimpijskich w Helsinkach (1952) odpadł w półfinale biegu na 800 metrów.
26 września 1951 w Londynie brytyjska sztafeta 4 × 880 jardów w składzie: Bill Nankeville, Albert Webster, Frank Evans i John Parlett ustanowiła wynikiem 7:30,6 rekord świata w tej konkurencji.
Evans był wicemistrzem Wielkiej Brytanii (AAA) w biegu na 880 jardów w 1951 oraz brązowym medalistą na tym dystansie w 1952

## Rekordy życiowe
- Bieg na 800 metrów – 1:52,4 (1952)